# 왕가

왕가(王家)는 국왕의 가계를 통칭하는 말이며, 같은 의미의 왕실(王室)이 있다.

## 군주제 국가

### 아시아(14개국)
- 입헌군주제: 부탄, 캄보디아, 타이, 말레이시아, 일본, 요르단, 바레인, 카타르
- 절대군주제: 사우디아라비아, 브루나이, 쿠웨이트, 오만

### 아프리카(3개국)
- 입헌군주제: 레소토, 모로코, 에스와티니

### 유럽(12개국)
- 입헌군주제: 네덜란드, 노르웨이, 덴마크, 룩셈부르크, 모나코, 벨기에, 스웨덴, 스페인, 영국, 안도라
- 절대군주제: 바티칸, 리히텐슈타인

### 오세아니아(2개국)
- 입헌군주제: 사모아, 통가
- 입헌군주제(영연방):오스트레일리아, 뉴질랜드, 솔로몬 제도, 투발루, 파푸아뉴기니

### 아메리카(10개국)
- 입헌군주제(영연방): 바베이도스, 바하마, 벨리즈, 세인트루시아, 세인트빈센트 그레나딘, 세인트키츠 네비스, 앤티가 바부다, 그레나다, 자메이카, 캐나다

## 같이 보기
- 왕족
- 황제
- 왕